# 第60回アカデミー賞
第60回アカデミー賞（だい60かいアカデミーしょう）は1988年4月11日に行われたアカデミー賞発表・授賞式である。

## 式典
第60回目の節目となったアカデミー賞授賞式は、 シュライン・オーディトリアムで初めて行われた。結果は、ベルナルド・ベルトルッチが愛新覚羅溥儀の生涯を映画化した『ラストエンペラー』が、作品賞、監督賞、坂本龍一の作曲賞を含む9部門を受賞した。

## 候補と受賞の一覧
太字は受賞である。
また、以下での人名表記は
1. 作品の日本語公式情報およびAMPAS公式サイトの日本版とWOWOWによる授賞式放送での表記に準ずる。
2. 見当たらない場合はデータベースサイトなどを参考。
3. それでもない場合は英語表記のままとする。

| 作品賞 | 監督賞 |
| --- | --- |
| - 『ラストエンペラー』 – ジェレミー・トーマス - 『ブロードキャスト・ニュース』 – ジェームズ・L・ブルックス - 『危険な情事』 – スタンリー・R・ジャッフェ、シェリー・ランシング - 『戦場の小さな天使たち』 – ジョン・ブアマン - 『月の輝く夜に』 – ノーマン・ジュイソン、パトリック・パーマー | - ベルナルド・ベルトルッチ – 『ラストエンペラー』 - ジョン・ブアマン – 『戦場の小さな天使たち』 - ラッセ・ハルストレム – 『マイライフ・アズ・ア・ドッグ』 - ノーマン・ジュイソン – 『月の輝く夜に』 - エイドリアン・ライン – 『危険な情事』 |
| 主演男優賞 | 主演女優賞 |
| - マイケル・ダグラス – 『ウォール街』 - ウィリアム・ハート – 『ブロードキャスト・ニュース』 - マルチェロ・マストロヤンニ – 『黒い瞳』 - ジャック・ニコルソン – 『黄昏に燃えて』 - ロビン・ウィリアムズ – 『グッドモーニング, ベトナム』 | - シェール – 『月の輝く夜に』 - グレン・クローズ – 『危険な情事』 - ホリー・ハンター – 『ブロードキャスト・ニュース』 - サリー・カークランド – 『アンナ』 - メリル・ストリープ – 『黄昏に燃えて』 |
| 助演男優賞 | 助演女優賞 |
| - ショーン・コネリー – 『アンタッチャブル』 - アルバート・ブルックス – 『ブロードキャスト・ニュース』 - モーガン・フリーマン – 『NYストリート・スマート』 - ヴィンセント・ガーディニア – 『月の輝く夜に』 - デンゼル・ワシントン – 『遠い夜明け』 | - オリンピア・デュカキス – 『月の輝く夜に』 - ノルマ・アレアンドロ – 『ギャビー、愛はすべてを越えて』 - アン・アーチャー – 『危険な情事』 - アン・ラムジー – 『鬼ママを殺せ』 - アン・サザーン – 『八月の鯨』 |
| 脚本賞 | 脚色賞 |
| - 『月の輝く夜に』 – ジョン・パトリック・シャンリィ - 『ブロードキャスト・ニュース』 – ジェームズ・L・ブルックス - 『さよなら子供たち』 – ルイ・マル - 『戦場の小さな天使たち』 – ジョン・ブアマン - 『ラジオ・デイズ』 – ウディ・アレン | - 『ラストエンペラー』 – マーク・ペプロー、ベルナルド・ベルトルッチ - 『ザ・デッド/「ダブリン市民」より』 – トニー・ヒューストン - 『危険な情事』 – ジェームズ・ディアデン - 『フルメタル・ジャケット』 – スタンリー・キューブリック、マイケル・ハー、グスタフ・ハスフォード - 『マイライフ・アズ・ア・ドッグ』 – ラッセ・ハルストレム、レイダル・イェンソン、ブラッセ・ブレンストレム、ペール・ベルイルント |
| 外国語映画賞 | 編集賞 |
| - 『バベットの晩餐会』 (デンマーク) – ガブリエル・アクセル - 『さよなら子供たち』 (フランス) – ルイ・マル - Course Completed (スペイン) – ホセ・ルイス・ガルシ - 『ラ・ファミリア』 (イタリア) – エットーレ・スコラ - 『ホワイトウイザード』 (ノルウェー) – ニルス・ガウプ | - 『ラストエンペラー』 – ガブリエラ・クリスティアーニ - 『ブロードキャスト・ニュース』 – リチャード・マークス - 『太陽の帝国』 – マイケル・カーン - 『危険な情事』 – マイケル・カーン、ピーター・E・バーガー - 『ロボコップ』 – フランク・J・ユリオステ |
| 長編ドキュメンタリー映画賞 | 短編ドキュメンタリー映画賞 |
| - The Ten-Year Lunch: The Wit and Legend of the Algonquin Round Table – Aviva Slesin - Eyes on the Prize: America's Civil Rights Years/Bridge to Freedom 1965 – キャリー・クロスリー、ジェームズ・A・デビニー - 『劫火-ヒロシマからの旅』 – ジャン・ユンカーマン、ジョン・ダワー - Radio Bikini – ロバート・ストーン - A Stitch for Time – バーバラ・ハービック、シリル・クリスト | - Young at Heart – スー・マークス、パメラ・コン - Frances Steloff: Memoirs of a Bookseller – デボラ・ディクソン - In the Wee Wee Hours... – フランク・ダニエル、Izak Ben-Meir - Language Says It All' – メーガン・ウィリアムズ - Silver Into Gold – Lynn Mueller |
| 短編実写映画賞 | 短編アニメ映画賞 |
| - Ray's Male Heterosexual Dance Hall – ジョナサン・サンガー、ジャナ・スー・メメル - Making Waves – アン・ウィンゲイト - Shoeshine – ロバート・カッツ | - 『木を植えた男』 – フレデリック・バック - George and Rosemary – ユーニス・マコーレイ - Your Face – ビル・プリンプトン |
| 作曲賞 | 歌曲賞 |
| - 『ラストエンペラー』 – デヴィッド・バーン、コン・スー、坂本龍一 - 『遠い夜明け』 – ジョージ・フェントン、ヨナス・グワングワ - 『太陽の帝国』 – ジョン・ウィリアムズ - 『アンタッチャブル』 – エンニオ・モリコーネ - 『イーストウィックの魔女たち』 – ジョン・ウィリアムズ | - ｢タイム・オブ・マイ・ライフ｣（『ダーティ・ダンシング』） – フランク・プリヴァイト (作詞・作曲)、ジョン・デニコラ (作曲)、ドナルド・マーコウィッツ (作曲) - "Cry Freedom"（『遠い夜明け』） – ジョージ・フェントン (作詞・作曲)、ヨナス・グワングワ (作詞・作曲) - "Nothing's Gonna Stop Us Now"（『マネキン』） – アルバート・ハモンド (作詞・作曲)、ダイアン・ウォーレン (作詞・作曲) - "Shakedown"（『ビバリーヒルズ・コップ2』） – ハロルド・フォルターメイヤー (作詞・作曲)、キース・フォーシイ (作詞・作曲)、ボブ・セーガー (作詞) - "Storybook Love"（『プリンセス・ブライド・ストーリー』） – ウィリー・デヴィル (作曲) |
| 録音賞 | 視覚効果賞 |
| - 『ラストエンペラー』 – ビル・ロウ、イヴァン・シャロック - 『太陽の帝国』 – ロバート・ニュードソン、ドン・ディジロラモ、ジョン・ボイド、トニー・ドー - 『リーサル・ウェポン』 – レス・フレッショルツ、ディック・アレクサンダー、ヴァーン・ポア、ビル・ネルソン - 『ロボコップ』 – マイケル・J・コフート、カルロス・デラリオス、アーロン・ローチン、ロバート・ウォルド - 『イーストウィックの魔女たち』 – ウェイン・アートマン、トム・ベッカート、トム・ダール、アート・ロチェスター                                                                                | - 『インナースペース』 – デニス・ミューレン、ウィリアム・ジョージ、ハーレー・ジェソップ、ケネス・F・スミス - 『プレデター』 – ジョエル・ハイネック、ロバート・M・グリーンバーグ、リチャード・グリーンバーグ、スタン・ウィンストン |
| 美術賞 | 撮影賞 |
| - 『ラストエンペラー』 – フェルナンド・スカルフィオッティ (美術)、ブルーノ・チェザーリ (装置)、オズワルド・デシデーリ (装置) - 『太陽の帝国』 – ノーマン・レイノルズ (美術)、ハリー・コードウィル (装置) - 『戦場の小さな天使たち』 – アンソニー・プラット (美術)、Joanne Woollard (装置) - 『ラジオ・デイズ』 – サント・ロカスト (美術)、キャロル・ジョフィ (装置)、レス・ブルーム (装置)、ジョージ・デティッタ・ジュニア (装置) - 『アンタッチャブル』 – パトリシア・フォン・ブランデンスタイン (美術)、ウィリアム・A・エリオット (美術)、ハル・ガウスマン (装置) | - 『ラストエンペラー』 – ヴィットリオ・ストラーロ - 『ブロードキャスト・ニュース』 – ミヒャエル・バルハウス - 『太陽の帝国』 – アレン・ダヴィオー - 『戦場の小さな天使たち』 – フィリップ・ルースロ - 『メイトワン-1920』 – ハスケル・ウェクスラー |
| メイクアップ賞 | 衣裳デザイン賞 |
| - 『ハリーとヘンダスン一家』 – リック・ベイカー - 『ピーター・フォークの恋する大泥棒』 – ボブ・ラデン | - 『ラストエンペラー』 – ジェームズ・アシュソン - 『ザ・デッド/「ダブリン市民」より』 – ドロシー・ジーキンズ - 『太陽の帝国』 – ボブ・リングウッド - 『モーリス』 – ジェニー・ビーヴァン、ジョン・ブライト - 『アンタッチャブル』 – マリリン・ヴァンス・ストレイカー |

### アービング・G・タルバーグ賞
- ビリー・ワイルダー[4]

### ゴードン・E・ソーヤー賞
- フレッド・ハインズ

### アカデミー特別業績賞
- ロボコップ (Stephen Flick、John Pospisil[5])

### 統計
| 候補数 | 作品名                          |
| ------ | ------------------------------- |
| 9      | ラストエンペラー                |
| 7      | ブロードキャスト・ニュース      |
| 6      | 太陽の帝国                      |
| 6      | 危険な情事                      |
| 6      | 月の輝く夜に                    |
| 5      | 戦場の小さな天使たち            |
| 4      | アンタッチャブル                |
| 3      | 遠い夜明け                      |
| 2      | さよなら子供たち                |
| 2      | ザ・デッド/「ダブリン市民」より |
| 2      | 黄昏に燃えて                    |
| 2      | マイライフ・アズ・ア・ドッグ    |
| 2      | ラジオ・デイズ                  |
| 2      | ロボコップ                      |
| 2      | イーストウィックの魔女たち      |

| 受賞数 | 作品名           |
| ------ | ---------------- |
| 9      | ラストエンペラー |
| 3      | 月の輝く夜に     |

## プレゼンター・パフォーマー[6][7]

### プレゼンター
| プレゼンター                                | 役                                           |
| ------------------------------------------- | -------------------------------------------- |
| Hank Sims                                   | アナウンサー                                 |
| ロバート・ワイズ (AMPAS会長)                | 開会挨拶                                     |
| ショーン・コネリー                          | 視覚効果賞                                   |
| グレン・クローズ マイケル・ダグラス         | 助演女優賞                                   |
| オリヴィア・デ・ハヴィランド                | 美術賞                                       |
| メル・ギブソン ダニー・グローヴァー         | 撮影賞                                       |
| ミッキー・マウス トム・セレック             | 短編アニメ映画賞                             |
| ジョアン・チェン ジョン・ローン             | 短編ドキュメンタリー映画賞                   |
| チャールトン・ヘストン                      | The Academy Awards history montage           |
| スティーヴ・グッテンバーグ                  | 長編ドキュメンタリー映画賞                   |
| ビリー・クリスタル                          | 録音賞                                       |
| ニコラス・ケイジ シェール                   | 助演男優賞                                   |
| ロブ・ロウ ショーン・ヤング                 | 編集賞                                       |
| ジャック・レモン                            | アービング・G・タルバーグ賞                  |
| ライザ・ミネリ ダドリー・ムーア             | 歌曲賞                                       |
| ジェニファー・グレイ パトリック・スウェイジ | 作曲賞                                       |
| マーリー・マトリン                          | 主演男優賞                                   |
| シャーリー・ジョーンズ                      | アカデミー科学技術賞 ゴードン・E・ソーヤー賞 |
| ロボコップ                                  | 音響編集賞                                   |
| ポール・ルーベンス                          | 短編実写映画賞                               |
| ケヴィン・コスナー ダリル・ハンナ           | 衣裳デザイン賞                               |
| ロビン・ウィリアムズ                        | 監督賞                                       |
| ジョン・キャンディ                          | メイクアップ賞                               |
| オードリー・ヘプバーン グレゴリー・ペック   | 脚色賞 脚本賞                                |
| フェイ・ダナウェイ ジェームズ・ガーナー     | 外国語映画賞                                 |
| ポール・ニューマン                          | 主演女優賞                                   |
| エディ・マーフィ                            | 作品賞                                       |

### パフォーマー
| 名前                                    | 役           | 内容                                                |
| --------------------------------------- | ------------ | --------------------------------------------------- |
| ビル・コンティ                          | 編曲         | オーケストラ                                        |
| アカデミー賞コーラス                    | パフォーマー | "I Hope I Get It" (コーラスライン)                  |
| ウィリー・デヴィル                      | パフォーマー | "Storybook Love" (プリンセス・ブライド・ストーリー) |
| スターシップ グロリア・エステファン     | パフォーマー | "Nothing's Gonna Stop Us Now" (マネキン)            |
| ジョージ・フェントン ヨナス・グワングワ | パフォーマー | "Cry Freedom" (遠い夜明け)                          |
| リトル・リチャード                      | パフォーマー | "Shakedown" (ビバリーヒルズ・コップ2)               |
| ビル・メドレー ジェニファー・ウォーンズ | パフォーマー | ｢タイム・オブ・マイ・ライフ｣ (ダーティ・ダンシング) |